# Universidad de Sekei
La Universidad de Sekei (成蹊大学 Seikei daigaku?) es una universidad privada en el barrio de Kichijōji de la ciudad de Musashino, Japón. Fundada en 1906, su nombre deriva de un pasaje en las memorias históricas. El entorno del campus está rodeado de árboles zelkova serrata, lo cual da un aspecto agradable.

## Organización

### Facultades
- Facultad de economía
- Facultad de comercio
- Facultad de leyes
- Facultad de humanidades
- Facultad de ciencia y tecnología

### Posgrado
- Escuela superior de economía
- Escuela superior de comercio
- Escuela superior de leyes y ciencia política
- Escuela superior de humanidades
- Escuela superior de ciencia y tecnología
- Escuela de leyes

### Institutos de investigación
- Centro de estudios de Asia y Pacífico.

## Alumnos destacados
- Shinzō Abe, actual primer ministro de Japón, presidente del Partido Liberal Democrático de su país.
- Izumi Kobayashi, vicepresidenta ejecutiva del Organismo Multilateral de Garantía de Inversiones, expresidenta ejecutiva de Merrill Lynch Japón.
- Yukiatsu Akizawa, presidente de ampm Japón
- Koichi Furukawa, presidente de la empresa Industria Leche Morinaga
- Toshio Mita, presidente de la empresa eléctrica Chūbu Denryoku
- Yuji Hanabusa, presidente de TEAC
- Yoshitaka Hori, presidente de Horipro
- Masahiro Oga, presidente de Shōgakukan
- Natsuo Kirino, escritora de misterio ganadora del premio Naoki
- Mariko Koike, escritora ganadora del premio Naoki
- Ira Ishida, escritora ganadora del premio Naoki
- Haruhiko Yoshimeki, escritora ganadora del premio Akutagawa
- Kiichi Nakai, actor
- Aya Takashima, productor
- Hairi Katagiri, actriz
- Hiroshi Kazato, conductor en automovilismo
- Ako Ito, modelo
- Kwon Risae, concursante en Miss Corea 2009 y miembro del grupo Ladies' Code